# Isabel (sèrie de televisió xilena)
Isabel (oneguda anteriorment com: Isabel Allende: no me mires así), és una minisèrie web de drama biogràfic xilena dirigida per Rodrigo Bazae. La sèrie està basada en la vida de l'escriptora xilena Isabel Allende i es va estrenar en televisió oberta el 3 de juny de 2021 en Mega. Mentre que per a Llatinoamèrica i Espanya es va llançar en streaming a Amazon Prime el 4 de juny de 2021. La producció és protagonitzada per Daniela Ramírez com el personatge titular.

## Repartiment
- Daniela Ramírez com Isabel Allende
- Néstor Cantillana[2] com Miguel Frías
- Rodolfo Pulgar[2] com Agustín Llona
- Paola Volpato[2] com María Teresa Juárez
- Rosario Zamora[2] com Francisca Llona